# Parigny-les-Vaux
Parigny-les-Vaux là một xã của tỉnh Nièvre, thuộc vùng Bourgogne-Franche-Comté, miền trung nước Pháp.

## Dân số
Theo điều tra dân số 1999 có dân số là 904. Vào ngày ngày 1 tháng 1 năm 2005, xấp xỉ là 969.